# کارن سیمونیان (سیاستمدار)
کارن سیمونیان (ارمنی: Կարեն Սիմոնյան؛ زادهٔ ۳ اکتبر ۱۹۸۸ در وانادزور) سیاست‌مدار اهل ارمنستان است؛ که از تاریخ ۱۴ ژانویه ۲۰۱۹ نماینده دوره هفتم مجلس ملی جمهوری ارمنستان از فهرست انتخابات ملی می‌باشد. وی فارغ‌التحصیل دانشگاه دولتی ایروان می‌باشد. میناسیان عضو حزب ارمنستان روشن می‌باشد